# Conta su di me (film 2017)
Conta su di me (Dieses bescheuerte Herz) è un film tedesco del 2017 diretto da Marc Rothemund e tratto dal libro autobiografico di Daniel Meyer e Lars Amend.

## Trama
Lenny, viziato trentenne figlio di Hans Reinhard, un rinomato cardiologo di Monaco di Baviera, vive come vuole fino al giorno in cui, stanco del suo comportamento volto solo al divertimento e allo sperperamento dei soldi, il padre gli blocca tutte le carte di credito. Per riavere indietro la sua vita, Lenny dovrà occuparsi del quindicenne David, che da quando è nato soffre di un grave difetto cardiaco congenito e per il quale ogni giorno potrebbe essere l'ultimo; di giorno il ragazzo va in un hospice per malati terminali mentre di sera torna al suo appartamento in un condominio, ed è sempre accompagnato da un'ambulanza. Il padre accusa il figlio di stare sprecando la sua vita e lo minaccia quindi di tagliargli tutti i fondi nel caso in cui non dovesse occuparsi di David, insieme al quale dovrà compilare una lista di desideri.
Betty, la madre di David, chiede a Lenny di fargli un po' da fratello maggiore visto che anche se David ha un padre e un fratello più grande, questi vivono in Sudafrica e non si fanno praticamente mai sentire. La dottoressa Schäfer spiega a Lenny che David deve portare sempre con sé una bombola di ossigeno per evitare di andare in ipossia, e che inoltre soffre di una serie di malattie tutte dipendenti l'una dall'altra, che in parole povere gli provocano dolori costanti.
Giunti a un centro commerciale, Lenny e David stilano una lista dei desideri che dividono per colore a seconda della difficoltà di realizzazione. Mentre si trovano in un negozio di abbigliamento, David inizia a diventare cianotico e Lenny corre per tutto l'edificio alla disperata ricerca della bombola; quando torna al negozio trova un signore anziano che ha attaccato la bombola a David, dicendogli di averla trovata in mezzo a delle magliette e che per colpa della sua sbadataggine il ragazzo poteva morire. Questo fa provare a Lenny un profondo senso di inadeguatezza, così dice a David che non può aiutarlo con le altre cose, ma quando torna a casa scopre che il padre ha cambiato la serratura per aver mandato a monte l'accordo.
Lenny torna da David e gli dice che lo assisterà finché troveranno qualcuno più adatto rispetto a lui. I due giocano uno scherzo al signor Petry, inquilino del quinto piano convinto che David faccia solo finta e per questo blocca l'ascensore con un secchio: prima lo provocano appoggiandosi sul cofano della sua auto sportiva, poi Lenny la "scassina" con una carta e insegna a David a guidarla. Tornando indietro, si giustificano con due agenti di polizia dicendo che il signor Petry si è semplicemente dimenticato dove aveva parcheggiato l'auto, quindi Lenny convince il signor Petry a smettere di bloccare l'ascensore. Per la gioia, David si mette a saltare, ma ha un malore e quando la madre gli toglie il busto Lenny nota svariate cicatrici; successivamente il ragazzo chiede alla madre di poter ospitare Lenny, e lei acconsente.
Una sera Lenny accompagna David al separé di un night club, e via via comincia a stancarsi della vita che conduceva prima, tanto che se ne va dalla discoteca abituale prima del solito. Un giorno accompagna il ragazzo presso uno studio di registrazione per fargli incidere una canzone; qui David conosce e si innamora della coetanea Sarah e le regala un mazzo di rose rosse, ma presto deve salutarla perché lei deve tornare a casa a Berlino. David ha un malore durante un'incisione, ma poi si riprende e conclude il lavoro, nonostante sia stonatissimo.
David è stanco di sottoporsi a punture, ma si convince quando Lenny stesso si propone di fargliela. Il dottor Reinhard, rimasto favorevolmente colpito dalle azioni del figlio, spiega a quest'ultimo che le condizioni di David sono grossomodo stabili, ma che dalle analisi fortunatamente hanno escluso il diabete. Infine gli consegna le chiavi di casa, dicendogli che ogni tanto può tornare a dormirci. Lenny confessa a David di aver iniziato a seguirlo dietro imposizione del padre; il ragazzo apprezza l'onestà ma gli chiede di scusarsi, e lo perdona, pur avendo in fondo sempre immaginato che non si era recato all'hospice per motivi puramente altruistici. Lenny accompagna David in discoteca, ma lo porta via arrabbiato dopo che alcuni suoi amici fanno una battuta di pessimo gusto sul ragazzo.
David si rifiuta di assumere le medicine, facendo innervosire Betty che è stanca di fare la parte della "cattiva"; il ragazzo ha un improvviso collasso e le sue condizioni diventano disperate. L'aritmia cardiaca evidenzia un difetto nel setto interventricolare sinistro, cioè un foro nella parete mediale a causa del quale il cuore pompa una maggiore quantità di sangue: a David verrà impiantata una specie di spirale a molla intorno alla quale crescerà il tessuto connettivo che chiuderà il foro in pochissimo tempo, ma David ha solo il 30% di possibilità di superare questa fase critica. Il peggioramento è stato in realtà indipendente dall'assunzione dei farmaci perché sarebbe successo comunque. Hans chiede scusa al figlio, rimasto orfano di madre a 13 anni, per non averlo fatto uscire da scuola non consentendogli di dare l'ultimo saluto alla madre. Lenny inizia a frequentare la dottoressa Julia Mann, e poco dopo David si risveglia.
Tre settimane dopo l'intervento, Lenny ottiene il numero di telefono di Sarah e lo consegna a David, che dopo averci parlato decide di andarla a trovare a Berlino. Betty è timorosa all'idea di mandare il figlio così lontano, ma il dottor Reinhard propone di farcelo arrivare con l'ambulanza dietro il pretesto di una visita medica. David viene quindi accompagnato dalla madre e da Lenny, e dopo essersi sistemati in hotel festeggiano il sedicesimo compleanno di David alle 5:27, ora esatta della nascita di David, facendo spegnere le candeline della torta a Betty dicendole che è grazie a lei se David è lì presente, facendola commuovere e rendendola felice. Il mattino seguente, Lenny e David dichiarano di essere «fratelli per sempre».
David e Sarah (con la quale si bacia) festeggiano il compleanno di lui con un giro in limousine per Berlino. Tornato a casa, David festeggia nuovamente il suo compleanno con le persone a lui care: il dottor Reinhard, la madre Betty, l'amico speciale della madre Manfred, Lenny stesso, la dottoressa Mann e un amico dell'hospice. Dopo tutti questi avvenimenti, Lenny decide di iscriversi nuovamente all'università e riprendere gli studi di medicina.
Prima dei titoli di coda viene mostrato un breve filmato dei veri Daniel e Lars, che sono ancora «fratelli per sempre».

## Produzione
Il film è l'adattamento cinematografico del romanzo Dieses bescheuerte Herz: Über den Mut zu träumen di Lars Amend e Daniel Meyer, pubblicato nel 2013, basato su una storia vera. Il romanzo racconta la storia di Lars Amend e dell'adolescente malato di cuore Daniel, che decide di fare una lista di 25 cose che vuole assolutamente fare nella sua vita. L'obiettivo di Lars è rendere questa lista una realtà.
Le riprese si sono svolte nell'autunno 2016 a Berlino e nella Baviera.

## Distribuzione
Il film è stato distribuito nelle sale cinematografiche tedesche il 21 dicembre 2017. In Italia è stato presentato in Concorso Ufficiale al Giffoni Film Festival e distribuito nelle sale cinematografiche italiane il 22 novembre 2018.

## Riconoscimenti
- 2018 – Giffoni Film Festival[4]
  - Gryphon Award al miglior film (Generator +13)

## Remake
- Volami via (Envole-moi), regia di Christophe Barratier (2021)